# Псевдо-Скімн
Псевдо-Скімн — умовне позначення, яке Август Мейнеке дав давньогрецькому географу, що написав твір Περίοδος του Νικομήδη — роботу з географії, написану давньогрецькою мовою тристопним ямбом і присвячену царю Віфінії на ім'я Нікомед — це міг бути або Нікомед II Епіфана (149—127 роки до н. е.), або його син Нікомед III Евергет (127—94 роки до н. е.).

## Авторство Περίοδος του Νικομήδη
Твір вперше опублікували в Аугсбурзі 1600 року. Оскільки його виявили разом із епітомами Маркіяна Гераклейського, то спершу опублікували під його ім'ям. Це було явною помилкою, тому Лукас Хольстеніус та Ісаак Восс незабаром приписали твір Скімну Хіоському, якого неодноразово згадували як автора Περιήγησις. Публікувати твір під цим авторством продовжували до 1846 року, коли Август Мейнеке під час чергового перевидання помітив, що немає ніяких явних причин приписувати твір Скімну, оскільки твір Скімна написаний у прозі, а Περίοδος του Νικομήδη — у віршах. З того часу цей твір публікують під авторством Псевдо-Скімна.
1955 року Обрі Діллер висловив припущення, що під ім'ям Псевдо-Скімна може ховатися Павсаній Дамаський. Якщо це так, то він мав жити у Віфінії близько 100 року до н. е.
2004 року Костянтин Большаков висловив припущення, що Псевдо-Скімном міг би бути Семос Делоський.

## Зміст Περίοδος του Νικομήδη
Автор твору явно бере за зразок Аполлодора Афінського, який написав тристопним ямбом хроніку для пергамського царя Аттала II.
Твір описує узбережжя Іспанії, Лігурії і Чорного моря, містить дані про різні грецькі колонії, описує умбрів, кельтів, лібурни та інші народи.